# Acapoeta tanganicae
 Acapoeta tanganicae és una espècie de peix cipriniforme de la família dels ciprínids.

## Morfologia
Els mascles poden assolir els 61 cm de longitud total.

## Distribució geogràfica
És un endemisme del llac Tanganyika (Àfrica).